# Greetham (Rutland)
Pour les articles homonymes, voir Greetham.
Greetham est un village et une paroisse civile du Rutland, en Angleterre. Il est situé dans le nord du comté, sur la route B668, entre les villages de Cottesmore à l'ouest et Stretton à l'est. Le chef-lieu du Rutland, Oakham, se trouve à une douzaine de kilomètres au sud-ouest. Au recensement de 2011, il comptait 638 habitants.

## Étymologie
Le nom Greetham provient des éléments vieil-anglais grēot « gravier » et hām « domaine, ferme ». Il est attesté sous la forme Gretham dans le Domesday Book, à la fin du XIe siècle.